# Passiflora sexflora
Passiflora sexflora Juss. – gatunek rośliny z rodziny męczennicowatych (Passifloraceae Juss. ex Kunth in Humb.). Występuje naturalnie w Stanach Zjednoczonych (południowa Floryda), Meksyku, Ameryce Środkowej, na Karaibach, w Kolumbii i Ekwadorze. Szczególnie licznie występuje na Jamajce. Na obszarze Florydy ma status gatunku zagrożonego wyginięciem.

## Morfologia
PokrójZdrewniałe, trwałe, owłosione liany.
LiściePotrójnie klapowane, dłoniaste u podstawy, prawie skórzaste. Mają 4–7,5 cm długości oraz 4,5–9,5 cm szerokości. Całobrzegie, ze spiczastym wierzchołkiem. Ogonek liściowy jest owłosiony i ma długość 22–42 mm. Przylistki są liniowo szydłowate o długości 4–6 mm.
KwiatyPojedyncze lub zebrane w pary. Działki kielicha są podłużne, zielone lub białawe, mają 0,9-1,1 cm długości. Płatki są podłużne, zielonkawe, mają 0,3–0,8 cm długości. Przykoronek ułożony jest w dwóch rzędach, biało-zielonkawe, ma 3–6 mm długości.
OwoceSą kulistego kształtu. Mają 0,7–1,1 cm długości i 0,8–1,3 cm średnicy.

## Biologia i ekologia
Występuje wśród roślinności krzewiastej, zaroślach oraz na skrajach lasów na wysokości 460–1500 m n.p.m.